# Haleakala National Park
Haleakala National Park er en nationalpark og et biosfærereservat på øen Maui i delstaten Hawaii, USA. Parken blev etableret 1. juli 1961, og er på 122 km². De vigtigste naturattraktioner er den sovende vulkan Haleakalā som havde sit sidste udbrud omkring 1490, Hosmer's Grove med gammel eksperimentel skovplantning og hjemhørende hawaiigås, samt kystområdet ved Kipahulu. 
Haleakalāvulkanens krater er 11 km i diameter og 700 meter dybt. 
Kystsonen Kipahulu har sårbar regnskov og de idylliske badedammene i ʻOheʻo Gulch, er delvis spærret for færdsel.
Fordi parken er et vulkansk område, er alle planter og dyr som er på øen nu, kommet med fugle eller mennesker, eller naturligt gennem luften eller havet. De fleste arter er lokalt tilpassede underarter som er endemiske for området, og der findes flere truede arter i Haleakala National Park end i nogen anden nationalpark i USA.
Vulkanen og området omkring den blev først fredet som en del af Hawaii National Park i 1916, sammen med vulkanerne i Mauna Loa og Kilauea i den nuværende Hawaii Volcanoes nationalpark. Denne første nationalpark blev opdelt i de to nuværende i 1961.
Parken har gennemsnitlig 1.450.000 besøgende hvert år. 